# Miquelot de Prats
|  | No s'ha de confondre amb Miquelot de Prades. |

Miquelot de Prats fou un militar català del segle XVII nascut probablement a Prats de Lluçanès.
Fou un dels primers caps dels Miquelets, milícia de mercenaris i voluntaris creada el 1640 en ocasió de la Guerra dels Segadors per frenar la invasió castellana de Felip IV. Reberen aquest nom popular justament per mor de Miquelot de Prats.